# Сербистика
Серби́стика (серб. србистика) — комплекс наук о сербском языке, сербской культуре, сербской литературе, сербском народе, сербской истории.
Сербистика как филологический термин имеет двоякое содержание. В широком понимании сербистика — это область филологии, занимающаяся сербским языком, литературой, словесным фольклором, включая методику преподавания этих дисциплин, изучение сербской речевой культуры и коммуникации носителей сербского языка с носителями других языков. В узком смысле слова сербистика — наука о сербском языке в его истории и современном состоянии (лингвистическая сербистика). Сербистика входит в славистику как одна из её составных частей.

## История
Истоки сербистики относятся к первым десятилетиям XIX века. Основные представители: Вук Стефанович Караджич, Павел Йозеф Шафарик, Александр Николаевич Пыпин, Стоян Новакович, Любомир Стоянович и др. В силу известных политических обстоятельств сербистика была поглощена сербокроатистикой. Парадигма сербокроатистики во многом созвучна программе обособления «литературных языков» на конфессиональной основе. Основные представители бывшей сербокроатистики: Ватрослав Ягич, Иван Броз, Томислав Маретич, Александр Белич, Павле Ивич и их последователи, включая Владимира Павловича Гудкова.
Возобновление научной сербистики (на основе концепции Вука Караджича) приходится на начало 90-х гг. XX века. Основные представители современной научной сербистики: Радмило Мароевич, Милош Ковачевич, Петар Милосавлевич, Божо Чорич, Милосав Чаркич, Милорад Симич, Михаило Шчепанович, Андрей Стоянович, Предраг Драгич Киюк, Йелица Стоянович, Миролюб Йокович, Душко Певуля,Тиодор Росич и др.
В настоящее время в отечественной филологии странным образом всё ещё сосуществуют сербокроатистская и сербистская парадигмы. Ситуация осложняется тем, что парадигмы эти несовместимы, противоречат друг другу. Налицо плачевные последствия: «На данный момент сербская официальная наука, то есть ведущие в стране учреждения, не могут дать чёткие ответы на вопросы: Кто принадлежит к сербскому народу? , Что представляет собой сербский язык?, Что входит в понятие сербская литература? На поставленные вопросы … сербистика и сербокроатистика дают разные ответы». Главной причиной такого положения дел является факт о том, что сербокроатисты Матицы сербской и Сербской академии наук и искусств, в том числе Милка Ивич, упорно отстаивали «концепцию сербиянистики [учение о языке жителей Сербии], а не концепцию сербистики».
Ведущие центры современной сербистики — Факультет филологии и искусств Крагуевацкого университета, философский факультет Баня-Лукского университета, философский факультет Восточно-Сараевского университета, философский факультет Университета Черногории (г. Никшич).
Сербская академия наук и искусств и Матица сербская как крупнейшие научные центры являются не очагами современной научной сербистики, а живой сербокроатистики XXI века. Академики-сербокроатисты приводят свои доводы: "Наши поколония лингвистов в основном конципировали сербокроатистику как свою профессию, отчасти следуя логике лингвистической, отчасти − принципу общественной и государственной лояльности [общество и государство = СФРЮ с руководящим коммунистическим принципом «братство и единство»]. В такой ситуации академик-историк Василие Крестич публично заявил о том, что Сербская академия наук и искусств проводит антисербскую политику.
Об отношении сербокроатистов Матицы сербской к сербскоязычному культурному (книжному) наследию свидетельствует, помимо всего прочего, тот факт, что в 90-е гг. XX века сербскоязычные книги, изданные с использованием сербской латиницы, каталогизировались на каталожных карточках Библиотеки Матицы сербской с пометой «иностранная (хорватская) художественная литература».
Парадигма сербокроатистики во многом созвучна программе обособления «литературных языков» на конфессиональной основе. Программа эта «нашла отражение и в Дейтонском соглашении (1995), имеющем четыре равноправных текста, один из которых написан на английском, а три остальных на сербском языке, причем сербским языком в данном документе считается только экавский кириллический вариант, в то время как два иекавских варианта латинской графики сербского литературного языка именуются в нём ‘хорватским’ и ‘боснийским’ языками». Это − недопустимо с научной (лингвистической) точки зрения.

## Ведущие российские научные центры
- Институт славяноведения РАН
- Исторический факультет МГУ
- Факультет иностранных языков и регионоведения МГУ
- Филологический факультет МГУ
- Филологический факультет СПбГУ

## Сербистика vs сербокроатистика
«Российская славистика (сербокроатистика, сербистика, кроатистика) по тем или иным причинам оказалась недостаточно осведомленной о новейших результатах научно-теоретических исследований по сербистике, опубликованных в Сербии за последние 20 лет. Потому неудивительно, что точки зрения на идентичность сербского языка и употребление соответствующих лингвонимов в отечественной сербистике и российской сербокроатистике не созвучны. Их различие проявляется в первую очередь в том, на основании каких критериев представители этих дисциплин дают определения ключевым понятиям сербский язык и сербскохорватский язык.
В русле российской сербокроатистики XXI века явное предпочтение отдается понятию сербскохорватский язык (хотя в действительности это переименованный сербский) с зауживанием содержания терминов сербский язык (отождествляется с восточной разновидностью бывшего сербохорватского языка), сербистика (соответственно превращается в сербиянистику), причем имеет место насаждение сугубо политических терминов бошняцкий / боснийский язык, хорватский язык, черногорский язык. Смешивать в рамках одной филологической работы собственно лингвонимы с политическими терминами, не оговорив предварительно причины такого смешения, методологически ущербно.
Анализ литературных источников показывает, что у российских сербокроатистов ускользает из поля зрения то, что вариативность норм (сербский, хорватский и бошняцкий варианты) не является критерием идентичности одного языка, а служит в первую очередь доказательным критерием идентичности стандартной разновидности одного языка. Данное своеобразие можно отразить в названии языка: сараевская разновидность сербского литературного языка, загребская разновидность сербского литературного языка, подгорицкая разновидность сербского литературного языка. Возводить разновидность одного языка в ранг отдельного языка, как это нередко имеет место в работах российских славистов, нельзя.
В современной отечественной сербистике сербскохорватский — это не что иное, как переименованный сербский, причем ключевой термин сербский язык функционирует в двух ипостасях: как гипероним и когипоним по отношению к номинациям хорватский, бошняцкий / боснийский, черногорский. Как гипероним только он один (сербский) имеет статус собственно лингвистического языка; остальные же „языки“ лишены такого свойства, являясь всего лишь языками политическими (это „языки“ только по названию), тогда как в плане лингвистическом они представляют собой не что иное, как разновидности сербского (полицентрического) языка».

## Сербисты
См. Категория:Сербисты